# Caja con tapa

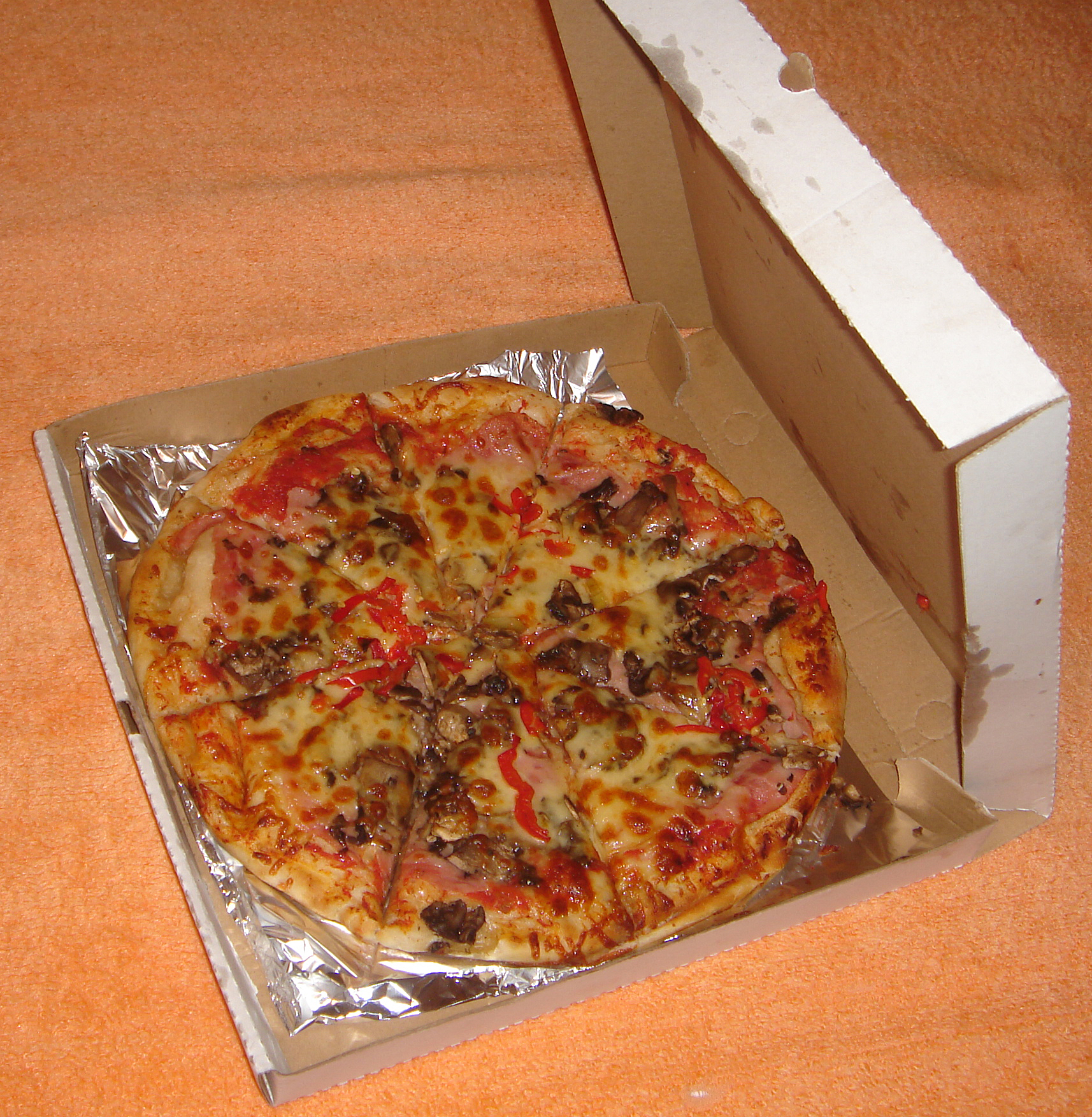
Característica caja con tapa para pizza

Caja con tapa es un embalaje con tapa incorporada que se puede fabricar en diversos materiales: plástico, madera, cartón, cartoncillo, etc. Se utiliza para objetos que quieren ser guardados o a los que se quiere acceder de forma rápida.

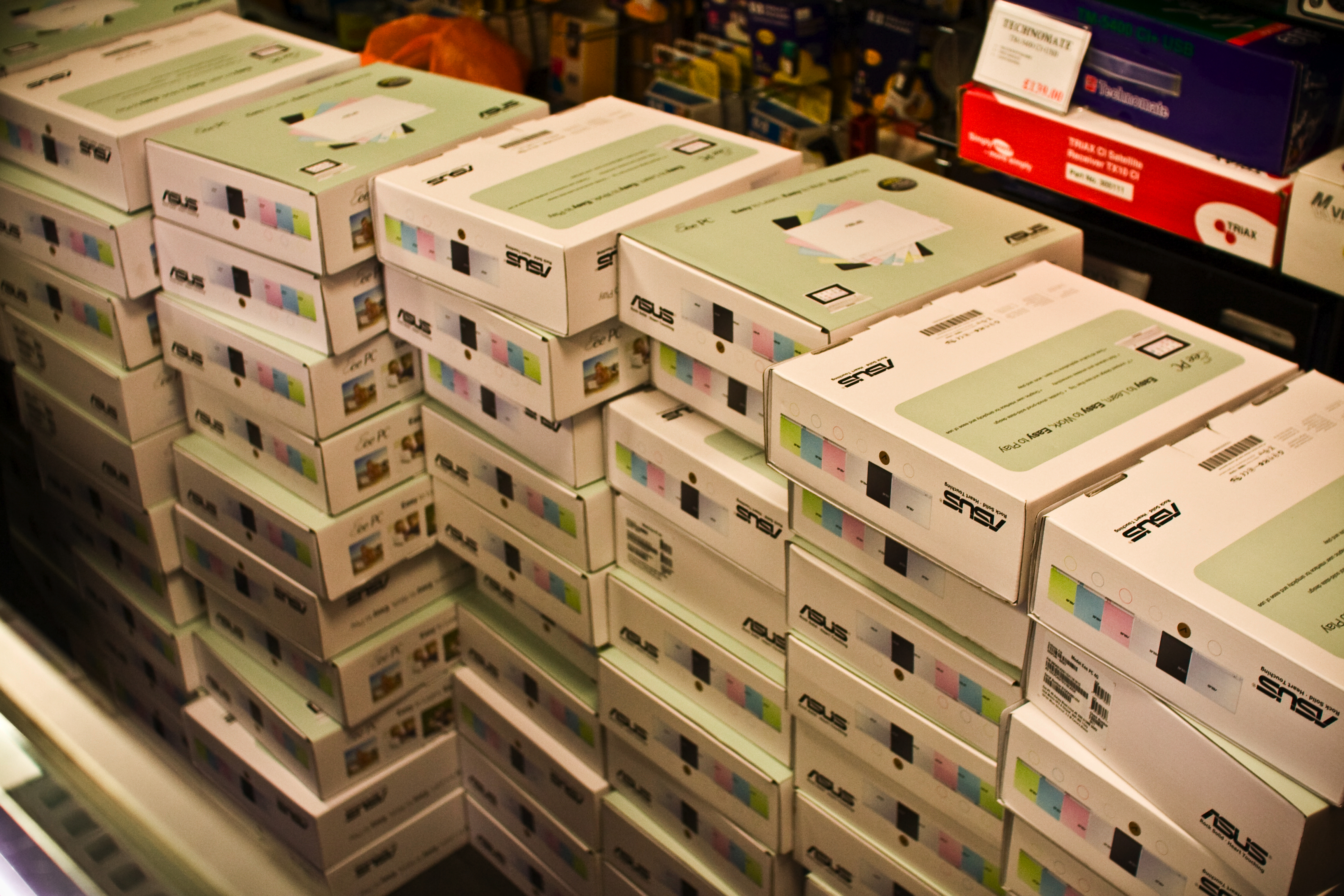
Conjunto de cajas con tapa ajustadas con pestañas

Si el material es rígido (plástico, madera, etc.) la tapa se suele unir al cuerpo por medio de bisagras o es completamente removible. Si el material es flexible (cartón, cartoncillo, etc.) la tapa está integrada en la propia estructura de la caja.
Las cajas de cartón o cartoncillo suelen ser automontables, distinguiéndose varios tipos de tapa:
- Tapa estándar.
- Tapa ajustable. La tapa tiene dos 'orejas' laterales que se introducen en el cuerpo de la caja dándole un aspecto compacto. Para facilitar su transporte, se le suele añadir un asa externa de plástico.
- Tapa con pestaña. En el cuerpo, se troquelan una o varias pestañas que se encajan en la tapa para fijarla.
- Tapa plegada. Se trata de una caja con seis puntos de pegado que el envasador recibe plegada. Es muy habitual en la industria del calzado.
- Doble tapa. Caja con dos solapas superiores que se unen creando dos compartimentos. Consigue individualizar el producto sin necesidad de introducir acondicionadores.

La base de la caja puede presentar una gran variedad de formatos:
- forma plana (caso de la caja de pizza o de zapatos)
- de solapas
- de fondo automático
- de fondo semiautomático
- con tapa, similar a la superior (como los estuches de medicamentos)

## Galería

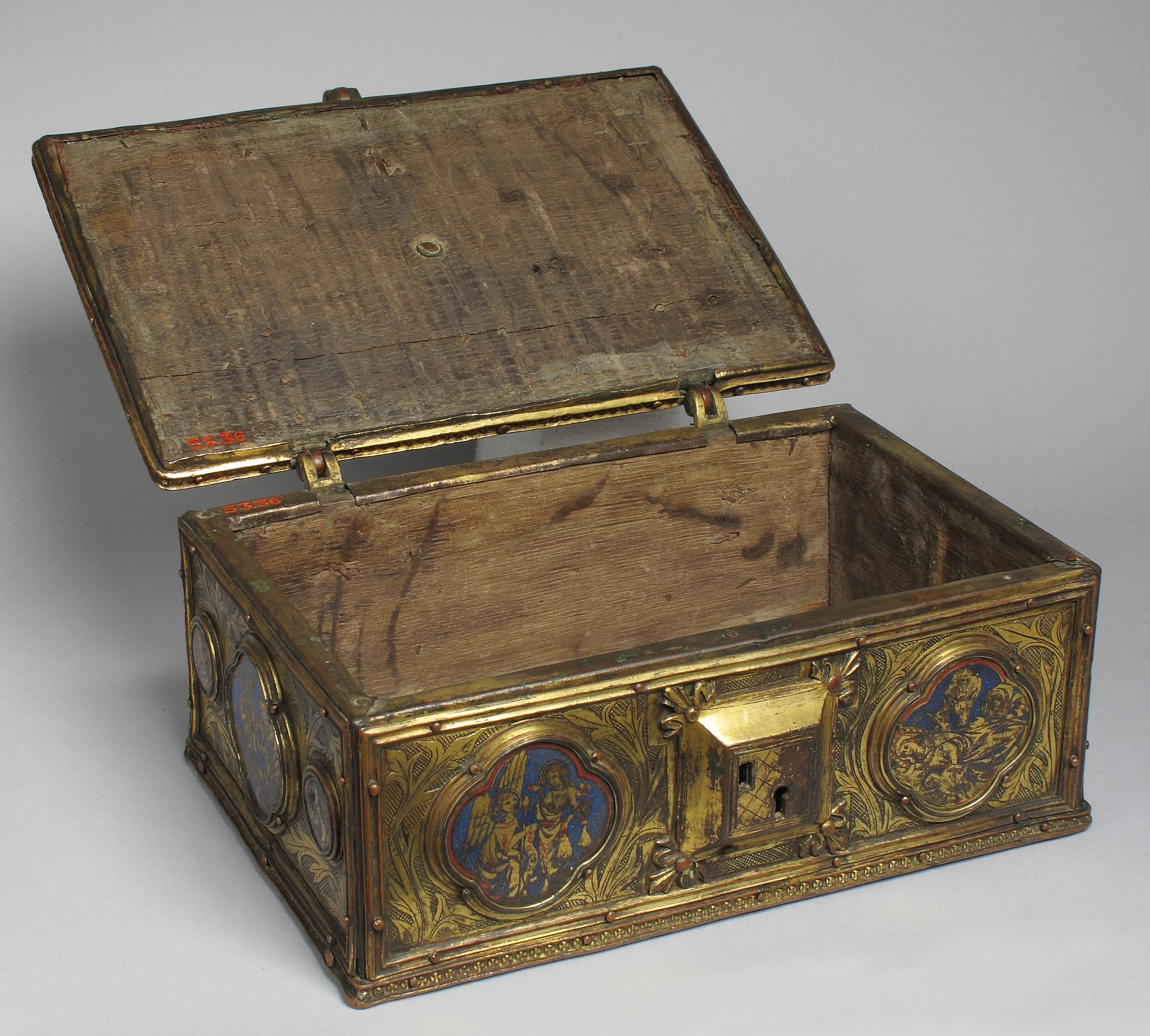
Caja de madera con tapa unida por bisagras
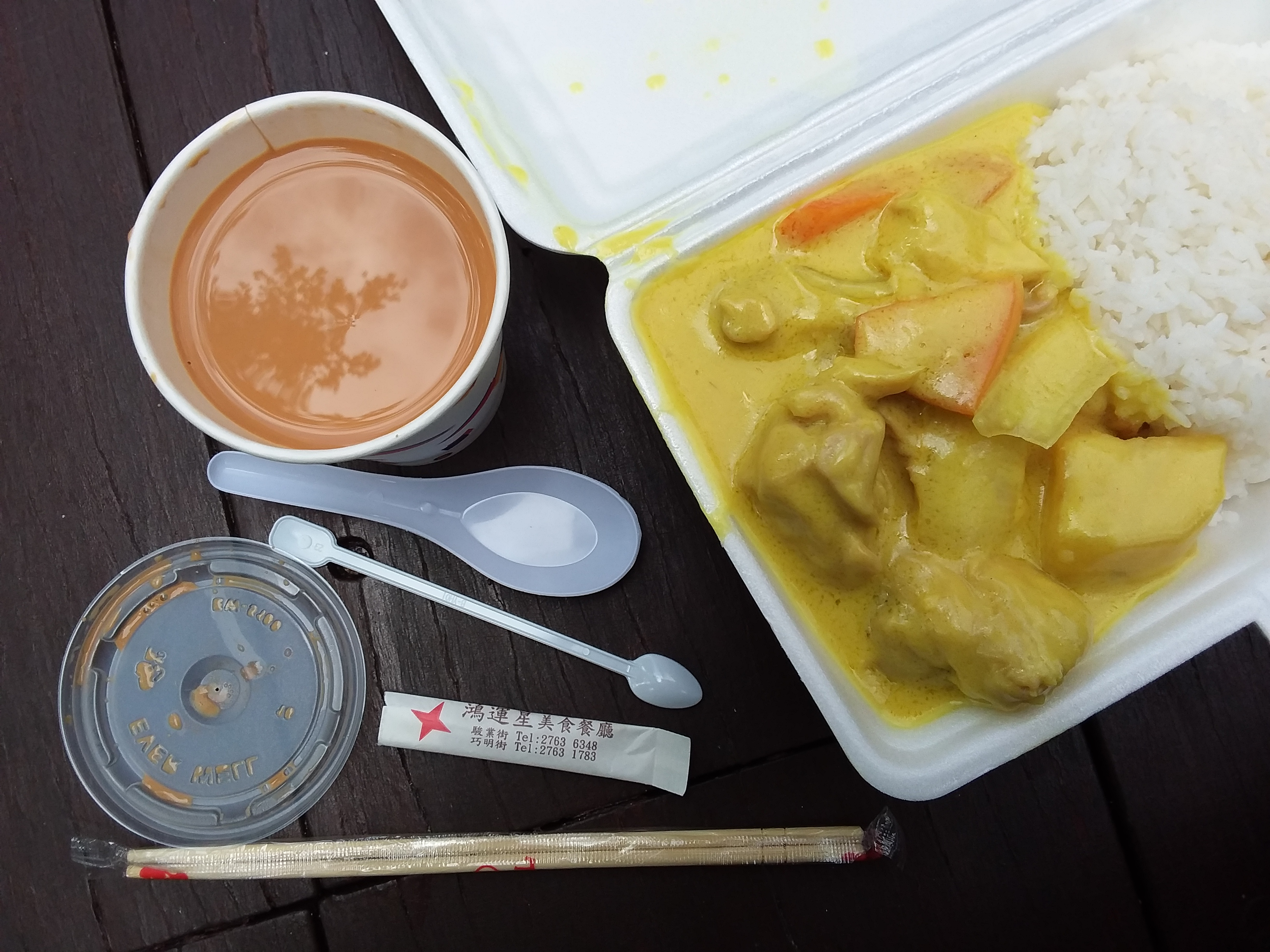
Caja con tapa de plástico para alimentos preparados
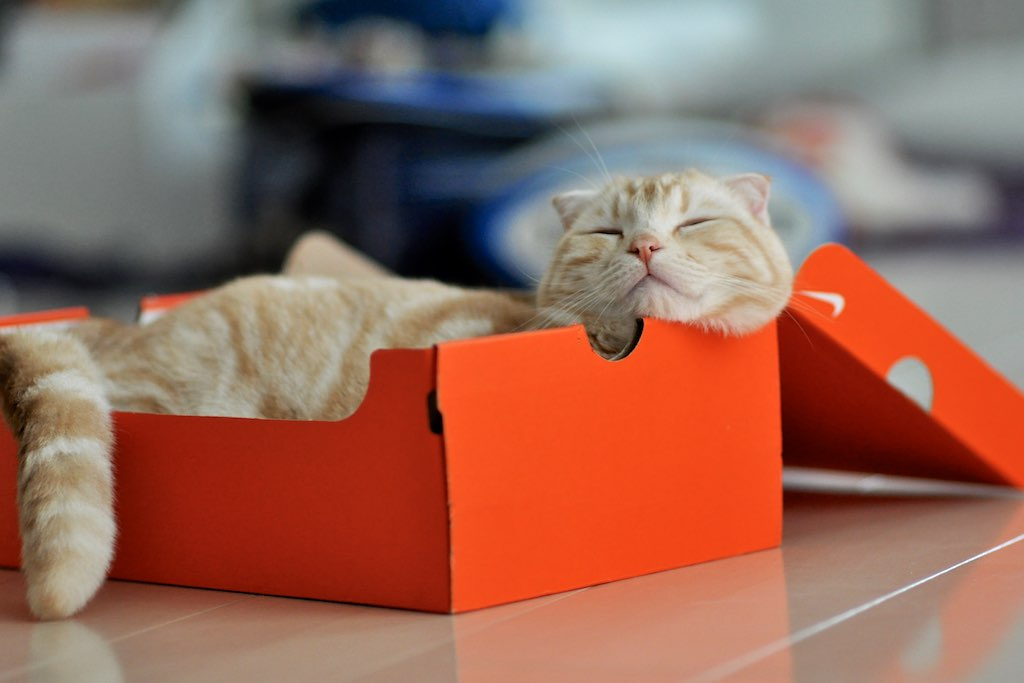
Embalaje de cartón de montaje manual
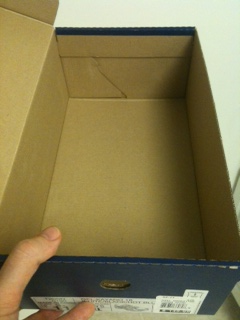
Embalaje de montaje automático
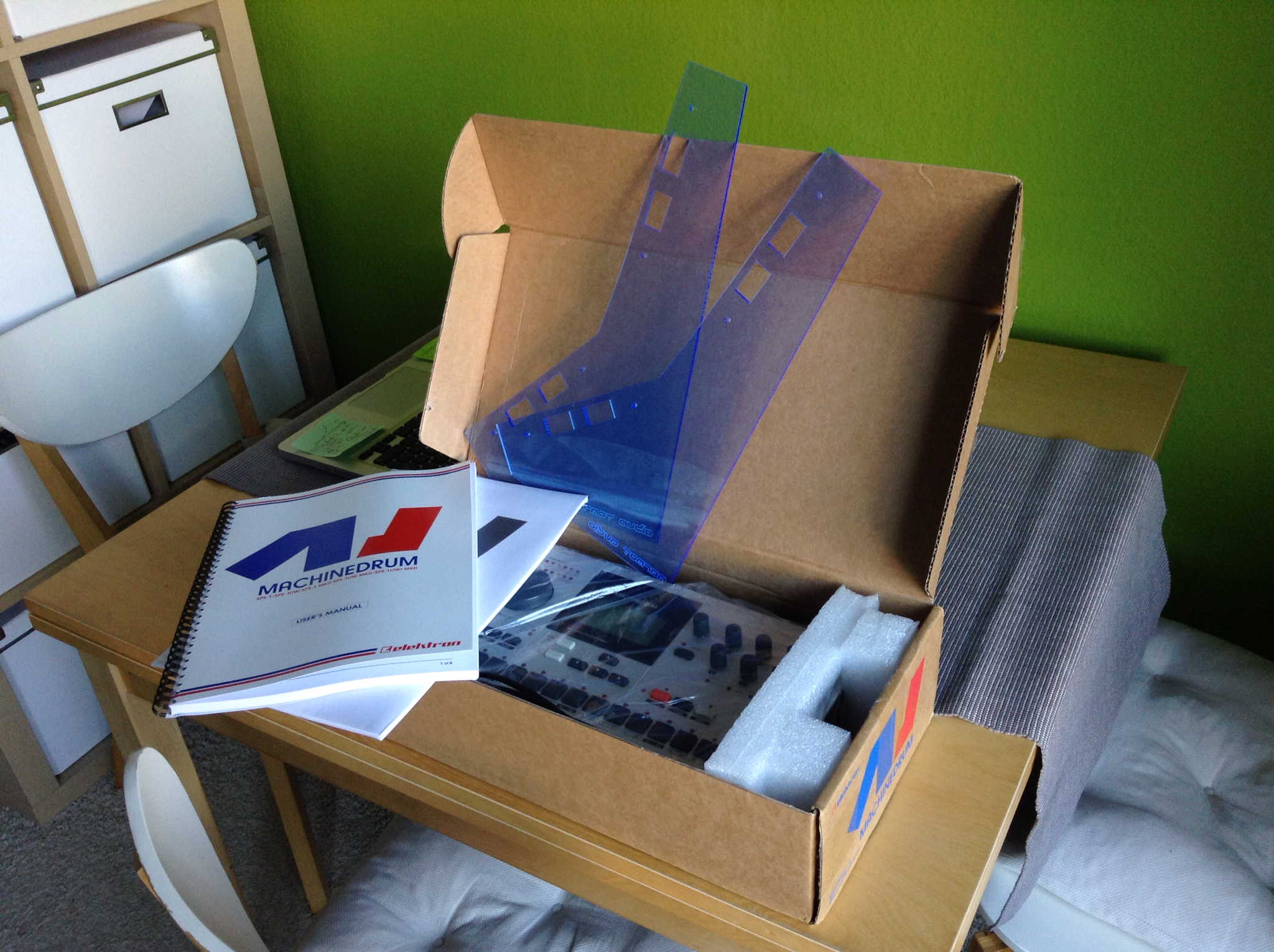
Caja con tapa ajustable